# Lucky (Megan Moroney)
Lucky è il primo album in studio della cantante di musica country statunitense Megan Moroney, pubblicato il 5 maggio 2023 da Sony Music.

## Tracce
1. I'm Not Pretty – 3:01
2. Lucky – 2:41
3. Tennessee Orange – 3:43
4. Kansas Anymore – 3:34
5. Girl in the Mirror – 2:45
6. Another on the Way – 2:34
7. Traitor Joe – 2:33
8. Why Johnny – 4:01
9. God Plays a Gibson – 3:31
10. Georgia Girl – 3:37
11. Sleep on My Side – 3:08
12. Mustang or Me – 3:23
13. Sad Songs for Sad People – 3:36

Edizione Deluxe
Un'edizione "Deluxe" dell'album è stata pubblicata il 22 settembre 2023 con le seguenti tracce aggiuntive:

1. Fix You Too (with Kameron Marlowe) – 3:19
2. Nothin' Crazy (with Mackenzie Carpenter) – 3:11
3. Reasons to Stay – 4:11

## Classifiche
| Classifica (2023) | Posizione raggiunta |
| ----------------- | ------------------- |
| Stati Uniti       | 38                  |